# موقع الدفي
موقع الدفي الأثري، موقع أثري يقع في مدينة الجبيل شرق المملكة العربية السعودية، يعود تاريخ الموقع للقرن الثاني إلى الثالث قبل الميلاد. تم اكتشاف الموقع في الفترة (1404 هـ - 1408 هـ).

## التسمية والموقع
اسم موقع الدفي اشتق من اسم خليج ضحل المياه بين ساحل الخرسانية غرباً وجزيرتي أبو علي والباطنة، ويعرف محلياً بدوحة الدفي، يرجح سبب تسمية الدفي بهذا الاسم نسبة غلى دفء مياه البحر المجاورة لها. يقع الموقع بمدينة الجبيل الصناعية ضمن أراضي الهيئة الملكية للجبيل وينبع. بالتحديد يقع الموقع في الكلية الصناعية شمال مدينة الجبيل في اسكان كلية الجبيل الصناعية.، ويصف لوريمر الدفي بأنها تبعد عن الجهة الغربية من جزيرة أبو علي بمسافة تُقدر بـ 6 أميال، وقد سكنها بنو خالد وأميرهم فارس بن محمد.

## وصف الموقع
الموقع عبارة عن منطقة سكنية تحوي وحدات شبه كاملة تضم مرافق مياه، استقبالا، أماكن تخزين ويظهر فيها استمرار السكن فترات طويلة تمتد إلى ما قبل الإسلام وإلى فترات إسلامية متأخرة.
وأظهرت الدراسة الأثرية الأولية المقارنة للمعثورات الفخارية في الموقع إلى أنها تتشابه مع أنواع فخارية مميزة لها أنواع مماثلة بالمواقع المعروفة في شرق الجزيرة العربية، مما يرجح أن موقع الدفي عاصر ازدهاراً حضارياً خلال فترة الممالك العربية الوسيطة والتي تؤرخ عادة بالفترة المحصورة بين القرن الثالث قبل الميلاد ونهاية القرن الثاني الميلادي. للموقع ارتباطات مع مواقع أخرى كموقع ثاج ومواقع جنوب الظهران بالمنطقة الشرقية، وموقع الفاو بمحافظة وادي الدواسر، وموقع جزيرة فيلكا بدولة الكويت، .
أقدمت الإدارة العامة للآثار والمتاحف في البحث عن الموقع، وذلك في عام 1408هـ، والتي جاءت الموافقة بأن الموقع قديم ويعود إلى الفترة التي عاشت فيها مدينة ثاج الأثرية منذ ألفي سنة، حيث تبلغ مساحة الموقع 235م×200م حيث تم التنقيب عن مساحة قدرها 10×12م. كما دلت النتائج أن موقع الدفي هو الميناء الرئيسي للمدينة الأثرية ثاج والتي تبعد 90 كم غربي منه. و دلت بعض المعثورات التي وجدت بالقرب من سور المدينة و بمقارنتها مع معثورات مدينة ثاج يتضح لنا أن بناء هذا الجزء من السور كان خلال الفترة مابين 250 ق.م إلى 200 م , ليكون حاميًا لميناء الدفي عندما نشطت التجارة عن طريق البحار .

## العمارة الهيلينستية
أشار الباحث في مجال التاريخ علي الدرورة عن اكتشاف الدفي: «تعد حفريات الدفي أهم مدينة هيلينستية كاملة العمارة على الساحل الشرقي»، مؤكداً على أن كشف اللثام عن أحد أهم المدن الهيلينستية في منطقة الدفي بمدينة الجبيل يعد حدثا أثريا هاما للبلاد. وعن تسميتها قال: «استمدت تسميتها من كلمة هيلين، وهي الاسم الإغريقي الذي يطلقه اليونانيون على أنفسهم، هي فترة متأخرة من الحضارة الإغريقية، وتمتد منذ أوائل القرن الرابع قبل الميلاد وحتى القرن الخامس الميلادي».
العمارة الهيلينية المكتشفة تعطي دلالات معمارية مهمة للإنسان الذي عاش في الجبيل قبل 2100 عام، منها استخدام العقود والأقبية الاسطوانية المسندة على جدران ضخمة، واستخدام العقود والأقبية العرضية لحماية المباني، واستخدام القبب، وهي من ميزات العمارة الهيلينستية، واستخدام الأكتاف والدعائم لمماشاة خطوط الشد في القوام، وكذلك الجدران العريضة والواضحة بشكل لافت، واستخدام الأعمدة الدقيقة في منظور المداخل والواجهات، واستخدام الأبراج والنوافذ الصغيرة فيها للحماية، واستخدام التجويفات داخل الجدران العريضة، كما أن من أهم مميزات هذه العمارة، استعمال المواد بحسب طبيعتها، فلم تستنسخ الأشكال التي كانت تستعمل في الخشب عندما استعمل الحجر بدلا منه، كما كان عليه الحال في أبنية أغلب البلدان، فاستعمل الحجر والخشب وفق ظروف وخصائص معمارية معينة.

## النمط المعماري في ميناء الدفي الأثري
تتميز البيوت بكبر حجمها و جدرانها المتداخلة مع بعضها البعض أحيانًا و أحيانًا تكون متباعدة, يفصل بينها الشوارع والأزقة التي عادة ما تنتهي إلى بيت معين ومعدل عرض هذه الشوارع ما بين 2-3 م .
كما لا يخلو الموقع من الباحات والساحات أمام البيوت أو خارجها و كذلك بعض الدكات التي تستخدم للجلوس . أغلب البيوت بحالة جيدة إلا القليل من الجدران كانت متهالكة ومائلة نتيجة ضغط التربة , حيث يتراوح متوسط ارتفاع الجدار ما بين 60 - 90 سم , بني من مدمالك واحد إلى أربعة مداميك فقط. ويكمل الباقي بجذوع الأشجار وجريد النخل , وتكون مرتبطة بأعمدة خشبية في زوايا هذه الجدران بحث تكون مفتحة ومتباعدة قليلًا لتسهيل مرور التيار الهوائي وهي عادة ما تكون أحواشًا ومرابط للحيوانات.
كما يلاحظ أن الأسقف بنيت من المواد الطبيعية كجريد النخل تغطيها الحصر المصنوعة من سعف النخل وربما يغطى بالحصري بعض القار المتوفر في المنطقة.
العناصر المعمارية: استخدمت المادة الرئيسية في بناء الوحدات والعناصر المعمارية في ميناء الدفي المتمثلة في الحجارة المشذبة والمجلوبة من نفس المنطقة أو حجارة الفروش البحرية بالإضافة إلى الجص المحروق الذي يخلط بالطين البحري . فهاتان المادتان هما المقوم الاساس لبناء الوحدات والعناصر المعمارية .فقد بنيت البيوت مقسمة بالغرف والباحات والمطابخ المغلقة والمكشوفة التي يتوسطها بعض الأحواض الدائرية التي استخدمت إما كتنانير للطبخ والتي عادة ما تكون قطعت وشذبت أحجارها بشكل طولي من الفروش البحرية لتحمل هذا النوع من الحجر الحرارة الزائدة وعدم تأثرها بالرطوبة. وإما كمخازن والتي عادة ما شذبت و قطعت أحجارها من الحجر الجيري لما يتمير به من حفظ البرودة حتى في فصل الصيف الحار . وكلا النوعين من الأحواض يكون محفورًا في سطح الأرض . أما الأحواض الدائرية أو المستطيلة والتي تعلو سطح الأرض فقد استخدمت كبرك لحفظ الماء المجلوب أساسًا من الآبار الارتوازية القريبة من الموقع.

## تاريخ موقع الدفي
يعد موقع الدفي من أقدم المواقع الأثرية القديمة في المملكة العربية السعودية التي عاصرت فترة ازدهار الحضارات خلال فترة الممالك العربية الوسيطة التي تؤرخ بالفترة ما بين القرن الثالث قبل الميلاد إلى نهاية القرن الثاني الميلادي فيما عرف بالفترة الهلستية أو الفترة التنوخية . ومن خلال التحاليل الكربونية التي أخذت من الموقع خلال حفرية ميناء الدفي تبين أن تاريخه يعود للفترة ما بين 520 - 380 قبل الميلاد, حيث شكل موقعه الاستراتيجي والمحوري دورًا هامًا في العالم التجاري آنذاك , مستفديا من وجوده على شاطىء الخليج العربي , ولهذا فقط امتاز الموقع بدور مزدوج , فهو محطة لعبور القوافل أو لتفريغ البضائع ثم إدارة شحنها إلى المدن الداخلية والخارجية , ومما تقدم ومن خلال نتائج الحفر والتنقيب تبين أن الموقع والمنطقة ككل (منطقة الخليج العربي) ذات بيئة جغرافية واقتصادية المميزة .

## مكتشفات الموقع الأثرية
- الأواني الفخارية تميز الموقع بالكثير من الفخار مختلف الأشكال والأحجام، وكما تم العثور على الكسر الفخارية التي بلغت 149 كيساً.
- التماثيل الطينية (التراكوتا) وهي تماثيل تاجية الطابع
- الخرز تعتبر من أدوات الزينة التي استخدمها الإنسان منذ فترات تاريخية قديمة، ويدل الموقع الذي عُثر فيه على الخرز على قدم الموقع ويمثل أنواعاً من الخرز الحجري من النوع الصابونيوالألباستر والفخار.
- أدوات زجاجية ومعدنية وخشبية ككسرة زجاجية نصف شفافة غير منتظمة الشكل عُثر عليها، وقضيب من النحاس متأكسد، وخاتم نحاسي صغير الحجم، وجزء من مشط خشبي صغير الحجم دقيق الصنع.[13]
- جمل من فخار بدون أرجل و رأس , على أجزاء من بدنه زخارف على شكل نقاط غائرة بجهة واحده وهي اليسرى .
- غطاء لإناء من الحجر الصابوني بمقبض من الأعلى , قطر الغطاء 8 سم و قطر المقبض 3 سم و الغطاء مزخرف بخطوط في أعلى الغطاء .
- مبخرة من الفخار مكسورة إحدى الأرجل , ارتفاعها 5.5 سم مكعبة الشكل و أطوالها 8×9 سم .
- زبدية صغيرة من الفخار بقطر 9 سم .
- عدد 6 مدقات من الحجر .
- كأس من الفخار صغيرة مكسورة من الأعلى (الفوهة), قطر قاعدتها 3.5 سم و قطر الفوهة المتبقية 4 سم .
- عدد 9 مدقات من الحجر .
- زبدية من الفخار مكسورة .
- زبدية مكسورة وفيها تصدعات .
- مبخرة من الفخار مكعبة الشكل أطوالها 7×7 سم , بأربع أرجل و ارتفاعها 5 سم مع الأرجل و 4 سم بدون الأرجل , وعمق فوهة البخور 1 سم وفيها آثار حرق البخور.
- قارورة صغيرة فخارية , ارتفاعها 7 سم و قطر الفوهة 2 سم , وقطر القاعدة 3.5 سم .
- كأس من الفخار مكسور من أعلاه ارتفاعه العلوي المتبقي 7.5 سم و قطر قاعدته السفلية 3.5 سم .
- قطعة حديد متأكسدة .
- قارورة فخارية صغيرة .
- اسفنج بحري متحجر ثماني الشكل ومفرغ من الوسط .
- مبخرة من الفخار مكتملة وفيها كسر ومزخرفة الجوانب بحزوز غائرة مفقودة الأرجل ومكعبة الشكل وارتفاعها 4.5 سم .
- جزء من تراكوتا بشرية مهترئة.
- مبخرة فخارية مكتملة مزخرفة مكعبة الشكل بأطوال 8×8 سم و ارتفاعها 5.5 سم مع الأرجل.
- قطعتان من الحديد إحداهما مسمار كبير.
- قطعة من الحديد المتأكسد.
- خزرة سوداء مثقوبة من الوسط مكسورة .
- جرة متوسطة الحجم مكسورة وقطر قاعدتها 4 سم و ارتفاعها المتبقي 13 سم فيها بعض الزخارف الخفيفة على شكل حزوز تلف بها .[14]
- مدفن واحدًا جدرانه شبه منتظمه , لكن لم يعثر فيه على هيكل عظمي مكتمل سوى بعض العظام المتناثرة والمتهالكة جدا.